# Ctenitis borbonica
Ctenitis borbonica är en träjonväxtart som först beskrevs av Bak., och fick sitt nu gällande namn av Tard. Ctenitis borbonica ingår i släktet Ctenitis och familjen Dryopteridaceae. Inga underarter finns listade.